# 唐卡斯特中 (英國國會選區)
唐卡士打中（英語：Doncaster Central），英國國會一自治市選區，包括英格蘭南約克郡唐卡斯特中部七個地方選區。
本區自創設於1983年以來一直支持工黨。羅茜·溫特頓從1997年大選連任至今。